# Pandettistica
La pandettistica, o scuola delle Pandette, è il naturale prosieguo della Scuola storica del diritto e pertanto il suo fondatore è considerato Georg Friedrich Puchta, l'unico vero discepolo del fondatore della scuola storica del diritto Friedrich Carl von Savigny. Essa prende questo nome dallo studio critico, fatto dai suoi membri, delle disposizioni del Corpus iuris civilis di Giustiniano ed in particolare della parte denominata, appunto, Pandette.
Tra i maggiori esponenti di questo movimento vanno ricordati Ernst Immanuel Bekker e, soprattutto, Bernhard Windscheid, la cui opera riassunse i risultati dell'intero movimento (in Italia, grazie alle autorevoli traduzioni ad opera di Carlo Fadda). 
La scuola pandettistica assume due dogmi fondamentali: 
1) la sacralità della proprietà privata;
2) la signoria della volontà dell'individuo

## Teoria e metodologia
I membri di questa scuola, nell'applicare le tesi della Scuola storica, decisero di costruire il proprio sistema assumendo come materiale giuridico e sistematico quello contenuto nel Corpus iuris civilis di Giustiniano. La riscoperta della fonte romanistica avvenne solo in parte per adesione alla tradizione culturale germanica, ma in maggior misura perché il materiale della compilazione romanistica nella sua ricchezza e completezza espositiva costituiva il miglior testo possibile per attuare i propri esercizi sistematici. Ciò che interessava questi giuristi fu, infatti, il sistema in sé e la possibilità che il metodo concettuale dischiudeva verso una giurisprudenza costruttiva, tesa a generare nuovi concetti, e quindi nuove regole, da concetti precedentemente inseriti nel sistema (cosiddetta piramide sistematica). In sintesi in questa situazione ciò che si chiedeva allo studioso era avere una ferrea padronanza della logica.
Il successo di questa Scuola va però misurato essenzialmente sul piano del metodo, il quale costituì un paradigma cui attinsero tutti i giuristi tedeschi del XIX secolo, anche coloro che con le Pandette non ebbero mai nulla a che vedere. Ciò comportò che, indipendentemente dai riferimenti al materiale romanistico delle Pandette, il metodo sistematico basato sulla costruzione di concetti giuridici precisi dilagò in svariati settori del diritto, da quello consuetudinario germanico, al diritto processuale civile, al diritto pubblico, ognuno dei quali venne completamente rinnovato dal paradigma "pandettistico".
In questo modo, in Germania e in Italia, a differenza della Gran Bretagna, si pone la priorità della dottrina sulla pratica, delle scuole di diritto sul giudice.

## La situazione degli studi tedeschi agli inizi dell'Ottocento
Agli inizi dell'Ottocento nell'area germanica vi erano diversi Stati feudali, tutti o quasi inseriti nella Confederazione Germanica, che aveva sostituito il Sacro Romano Impero Germanico esistente prima dell'avvento del dominio napoleonico in Europa.
Questa situazione politica condizionava la struttura giuridica della zona in quanto ogni Stato era indipendente rispetto agli altri, come dimostra la presenza, nel corso della fine del XVIII secolo, di codificazioni completamente diverse da Stato a Stato.
A fungere da elemento unificatore era l'azione della scientia iuris, ovvero dei docenti che interpretavano, adeguandolo ai tempi, il Corpus giustinianeo, che aveva trovato sanzione ufficiale nella nomina della maggioranza dei giudici della Camera imperiale, il supremo tribunale del Sacro Romano Impero Germanico, di membri della scienza del diritto.
La giurisprudenza dei dotti in realtà non aveva mai perso questo ruolo unificante nel mondo germanico: infatti anche durante il periodo napoleonico, dove in diversi territori fu applicato il Codice napoleonico (Code Napoléon), essa interpretò la disciplina codicistica in base alla tradizione giuridica pregressa.

### Il caso renano
Esempio tipico di quanto ora scritto è il caso della Renania, dove non si perse mai di vista la comparazione del Code con il diritto romano e con il diritto locale, benché la regione facesse parte integrante dell'Impero dei francesi.
Ovviamente la continuità col passato non significa in alcun modo che il giurista non tributava al Code l'omaggio che esso meritava sul piano della semplificazione e razionalizzazione, molto più che su quello dell'innovazione del diritto. Ciò che va fatto notare è, però, quanto fu evidenziato dal decano della scuola giuridica di Coblenza, Franz von Lassaulx, ossia che l'insegnamento è l'applicazione pratica del Code.
L'accoglienza, dunque, non fu negativa, ma nel segno della continuità della legislazione civilistica precedente, e non poteva essere altrimenti, vista la forte e solida tradizione del diritto comune che, in particolare in Germania, datava dai tempi della ricezione nel Sacro Romano Impero nel 1495.
La corte d'appello di Treviri fu il punto nodale di questa strategia a difesa del diritto dottrinale, come ben ricorda uno dei suoi principali esponenti, Johann Birnbaum. Secondo costui «risuscitare la tradizione era irrimediabilmente impossibile solo in casi di incompatibilità espressa, divieto specifico o contraddizione con il Code Civil. In tutti gli altri casi, le porte erano aperte, e il giurista poteva continuare ad operare, ancora una volta, in una quotidianità fatta di molteplici fonti di diritto, tra le quali cercherà di ottenere una concordantia, ma senza escluderne nessuna». Così nei dispositivi di numerosissime sentenza della corte d'appello di Treviri, come in altre importanti corti dell'impero, troviamo diversi riferimenti allo ius commune, abbinate ad articoli del codice civile, ma si può affermare che non fu una disapplicazione del medesimo, quanto piuttosto una sua applicazione nello spirito del lavoro secolare del giurista.

## Gli sviluppi di fine Ottocento
Nella seconda metà del XIX secolo i modelli culturali più in voga nel mondo germanico divennero quelli delle scienze naturali, a questa variazione della situazione culturale va aggiunto che la costruzione di un diritto sistematico appena usciva dall'ambito delle Pandette si scontrava con una realtà normativa che non riusciva a piegare. L'apparato burocratico preposto all'applicazione delle norme, infatti, non erano molto permeabili ai concetti giuridici e, del resto, i poteri sovrani non li avevano posti per questo scopo. La dogmatica giuridica prendeva coscienza, dunque, che esistevano territori del diritto, tradizionalmente estranei al diritto comune, nei quali l'unica norma applicata era quella di diritto positivo, nel senso di regole imposte da un'autorità sovrana, la cui validità sfuggiva ad una validazione logica. In questo caso l'organica e progressiva scienza del diritto, costruita da professori indipendenti, si doveva scontrare con la mentalità statalista munita di un forte spessore culturale - ideologico, oltre che consuetudinario e sociologico.
In tale situazione conflittuale va certamente rammentata l'affermazione dell'avvocato prussiano Julius Hermann von Kirchmann che, in una conferenza tenutasi a Berlino, nell'estremizzare le tesi del fondatore della Scuola storica, poté denunciare che una giurisprudenza la quale pretenda di interessarsi solo del diritto positivo contingente diventa a sua volta contingente, in quanto «tre parole di rettifica del legislatore, ed intere biblioteche diventano carta straccia».
In realtà le affermazioni del Legale prussiano non ebbero molto successo, infatti, il sentimento comune continuava a sovrapporre legge e diritto ed il rafforzamento degli apparati statuali contribuirono a familiarizzare l'opinione pubblica con l'idea che l'unica fonte del diritto potesse essere la legislazione.
Nonostante questa rivoluzione culturale la dottrina pandettisitica proseguì a condizionare il mondo giuridico in quanto si può affermare che senza una componente dottrinale nessun potere politico può riuscire a legiferare in modo accettabile in materia di diritto civile.
Qualcosa era, però, cambiato, in quanto si era, oramai, persa la fede nel diritto come organismo vivente in quanto espressione dello spirito del popolo. I concetti giuridici, dunque, non erano più estrapolazioni di significato da fenomeni reali, ma erano divenuti dei meri sinonimi del relativo gruppo di operazioni concettuali che si devono compiere all'interno di un sistema per mantenere invariato il tasso di legalità.
Esempio di quanto ora scritto viene dagli scritti di Bernhard Windscheid, che a proposito della interminabile disputa sull'esatta definizione di negozio giuridico ebbe ad affermare che in tale «controversia non si dovrà dimenticare che questo concetto è un concetto scientifico, cioè un concetto, che la giurisprudenza stabilisce per i suoi fini, e chiunque prende parte al lavoro scientifico, è autorizzato a dare a questo concetto quella figura che crede la più acconcia, purché egli, designando con l'espressione negozio giuridico gli elementi intellettuali che mette insieme, non commetta un'incongruità di linguaggio».
Questo tipo di visione, però, comportava il rischio di mettere in pericolo la funzione di guida unitaria che la scuola Pandettistica aveva ereditato dal movimento fondato dal Savigny. Se qualunque studioso, di fatto, era autorizzato a configurare i concetti chiave nel modo che riteneva più opportuno con il solo vincolo di non cadere poi in contraddizione logica, ciò comportava la possibilità che ciascun giurista costruisse non il sistema unitario del diritto tedesco, ma il suo personale sistema al quale non poteva riconoscersi maggior validità di quello creato da un qualsiasi professore di una Università vicina.
Tale situazione iniziò a produrre una notevole frammentazione dottrinale al suo interno. È ciò ad esempio che fece Ernst Rudolph Bierling, il quale rielaborò tutto l'impianto del diritto civile riconducendolo ogni figura al concetto di rapporto.
Ad opporsi alla Scuola Pandettistica, nel tentativo di liberare il giurista dall'apparato concettuale e dogmatico escogitato da questo movimento, fu la Scuola della cosiddetta Giurisprudenza degli interessi, fondata da Rudolf von Jhering. Quest'ultimo mos germanico riuscì a fare subito diversi proseliti sia per il prestigio accademico del suo fondatore, sia perché giudici ed operatori percepirono come la sua metodologia mirasse alla rivalutazione dell'opera dell'interprete nella valutazione degli interessi effettivamente in gioco nella controversia concreta.
La Scuola delle pandette, però, non attraversò tutto l'arco del crepuscolo per l'avvento del codice civile unitario della Germania Guglielmina.
La svolta codicistica, in realtà, non fu dovuta ad una rivoluzione delle concezioni interne alla Pandettistica, ma dalla volontà politica del nascente secondo impero di Germania, ma, come si è potuto ben constatare nell'esperienza francese, questa volontà, benché elemento basilare, non è sufficiente per elaborare un codice, soprattutto se civile.
Per poter giungere ad una codificazione unitaria occorreva attingere alla sapienza giuridica della nazione. Se questa era la situazione, ci si rende facilmente conto come la politica non aveva altra scelta se non affidarsi alla dottrina delle Pandette ed assimilare in blocco il modello da essa elaborato. La ragione di questa non scelta era dovuta sia al distacco in termini di prestigio culturale e politico, sia in termini di completezza che segnava questa Scuola da quelle concorrenti.
Pertanto, la pandettistica concluse la sua stagione più importante con l'emanazione del Bürgerliches Gesetzbuch (1900), ma lasciò un retaggio molto importante nella sistemazione dogmatica del diritto, soprattutto nel campo del diritto privato dell'Europa continentale.